# Parels 2000
Parels 2000 is een album van K3. Het album verscheen in de herfst van 2000 en was een heruitgave van het eerste album Parels, dat op 7 oktober 1999 uitkwam. In 2008 werd cd 1 heruitgebracht met een extra cd waarop remixes en karaokes staan.

## Tracklist cd 1
1. Yeke yeke
2. Wat ik wil
3. Heyah mama
4. Op elkaar
5. Parels
6. I love you baby
7. Ik kom tot leven
8. Altijd van je dromen
9. Geen tweede keer
10. Zonder jou
11. Oh ja

## Tracklist cd 2
1. Op elkaar (TOP remix)
2. Heyah mama (ID remix)
3. Yeke yeke (ID remix)
4. Wat ik wil (Milk Inc remix)
5. Altijd van je dromen (TOP remix)
6. Wat ik wil (karaoke)
7. Heyah mama (karaoke)
8. Yeke yeke (karaoke)
9. I love you baby (karaoke)
10. Op elkaar (karaoke)

Noot: de remix van Heyah mama door Milk Inc. is enkel op maxi-single uitgebracht en is online terug te vinden.

## Singles uit het album
1. Wat ik wil
2. Heyah mama
3. Yeke yeke
4. I love you baby
5. Op elkaar (remix)

## Videoclips uit het album
1. Heyah mama
2. Yeke yeke
3. Op elkaar
4. I love you baby
5. Wat ik wil